# BBC News 中文
BBC News 中文，原稱及通称BBC中文網，是一個由英國廣播公司（BBC）中文部運作的多媒體平台，包括繁簡雙語的網站及Facebook、Twitter、YouTube等社交媒體賬戶。BBC News中文網站提供包括刊載在BBC英文新聞網的精華內容，以及由BBC中文團隊獨立撰寫與採拍的新聞內容。

## 沿革
BBC中文部成立于1941年5月，现在每天有半小时的粤语节目，此外还有一小时的《时事一周》，曾於每星期日上午由香港电台转播。BBC中文部位于伦敦的BBC总部，并在香港设有办公室。1941年5月19日至2011年3月26日，BBC也曾播送过普通话节目，然而此后BBC中文普通话短波广播中止播音，转入网络播出。
BBC中文網在2009年9月23日全新改版，新改的樣式和英文BBC接近，替代了以前幾近Web1.0的樣式；網址也中文化，從「/chinese」改成了「/zhongwen」。
2018年6月，BBC中文網更名「BBC News 中文」。
2021年2月12日，中国国家广播电视总局宣布暂停英国广播公司国际频道落地播出的次日，香港电台宣布停播英国广播公司国际频道及《时事一周》节目。
2022年9月，BBC国际部宣布实施大规模裁员，中文、波斯语、印度语等10个语言的广播节目被迫停播，其中粤语广播《时事一周》于同年11月5日結束。

## BBC英伦网
BBC中国网成立于2006年1月，后在2009年8月14日改名为BBC英伦网。该网站主要报道和介绍有关英国教育、生活、娱乐、英超足球、英语教学以及留学的最新信息，亦有部分时政消息，但并不涉及中国大陆，与BBC中文网不同。而管理小组也在腾讯微博、新浪微博等社交媒体平台注册了官方帐号并使用简体中文发表帖文。
2021年6月30日其发布“BBC英伦网停止更新公告”，表示未来BBC英伦网内容将在 BBC NEWS 中文发表。

## 被屏蔽
BBC中文網和新聞網（英文）自1998年10月起即被中华人民共和国政府所架設的防火長城封鎖。
2008年3月，新聞網被解除封鎖。同年7月底，因中國北京主辦奧運，為符合國際奥林匹克委員會規定亦解除對中文網的連結限制，直到2008年12月又再度將其封鎖。另外，BBC指出其華語廣播亦在中國大陸境內受到干擾多年。
BBC中文網在2009年改版後初期，在中国大陆一度可以直接進入，但數天後再被封鎖。
2010年12月9日至12月13日，BBC新闻网和CNN等媒体网站（英文）再次被防火长城短暂封锁数日。
2018年7月9日，BBC全站启用HTTPS协议，使得防火长城无法选择性屏蔽BBC中文网同时允许其他内容。7月20日BBC全站被屏蔽。随后BBC官方承认此事：“我们对这种服务的缺失而感到遗憾”，并表示会继续与当地的服务提供商合作，以便于BBC的指定内容可以直接提供给其在中国的受众。

## 争议

### 错别字
2022年6月7日，BBC中文网在其官方推特帖文中称乌克兰为“鸟克兰”引发大量网友吐槽。

## 外部連結
- 官方网站
- YouTube上的BBC News 中文頻道
- BBC News中文（繁體）的Facebook專頁
- BBC News中文（簡體）的Facebook專頁
- BBC News 中文的X（前Twitter）